# Phyllophaga tsajumiana
Phyllophaga tsajumiana är en skalbaggsart som beskrevs av Moron 2001. Phyllophaga tsajumiana ingår i släktet Phyllophaga och familjen Melolonthidae. Inga underarter finns listade i Catalogue of Life.